# アンドリュー・ポーター
アンドリュー・ポーター（Andrew Porter、1996年1月16日 - ）は、ユナイテッド・ラグビー・チャンピオンシップ、レンスターに所属するラグビーユニオン選手。

## プロフィール
- アイルランド・ダブリン出身。
- ポジションはプロップ(PR)。
- 身長 183cm、体重 125kg
- U20アイルランド代表に選ばれたことがある[1]。
- アイルランド代表キャップは48（2022年12月現在）でラグビーワールドカップ2019のアイルランド代表に選ばれた[2]。
- ブリティッシュ・アンド・アイリッシュ・ライオンズに選ばれたことがある[3]。

## 略歴
2016年、レンスターに加入。 